# Aichatou Ousmane Issaka
Aichatou Ousmane Issaka, és directora adjunta del departament de treball social a l'hospital militar de Niamey i és una de les primeres dones militars al Níger. L'any 2016 va rebre el premi Defensor Militar del Gènere de les Nacions Unides de l'any pel seu servei a Gao, Mali amb els Cascos Blaus de les Nacions Unides, en el marc de la Missió Multidimensional Integrada d'Estabilització de les Nacions Unides a Mali durant els anys 2014 i 2015. Va servir com a capitana en la cèl·lula de cooperació civil-militar, entrenant oficials companys i afegint dones locals, segons els principis que estableix la Resolució 1325 del Consell de Seguretat de les Nacions Unides (2000) per incrementar la participació de les dones i per integrar perspectives de gènere en el cos dels Cascos Blaus. Issaka també va acompanyar patrulles íntegrament formades per homes, fent-les més accessibles a les dones i els infants. Va ser la primera persona distingida amb aquest premi.
El 29 de març de 2017, Issaka va rebre el Premi Internacional Dona Coratge per les seves contribucions en favor de la pau al Níger i a Mali, de la mà de la primera dama dels Estats Units, Melania Trump i el sotssecretari d'Estat en Assumptes Polítics Thomas A. Shannon Jr.